# Brazílie na Letních olympijských hrách 1996
Brazílie se účastnila Letní olympiády 1996 v americké Atlantě. Zastupovalo ji 221 sportovců (156 mužů a 65 žen) v 18 sportech.

## Medailisté
| Medaile | Jméno | Sport            | Soutěž                  |
| ------- | --- | ---------------- | ----------------------- |
| Zlato   | Sandra Pires Jackie Silva | Plážový volejbal | Turnaj žen              |
| Zlato   | Marcelo Ferreira Torben Grael | Jachting         | Muži Star class         |
| Zlato   | Robert Scheidt | Jachting         | Muži Laser class        |
| Stříbro | Maria Angelica Janeth Arcain Roseli Gustavo Silvinha Hortência Marcariová Alessandra Oliveira Claudia Maria Pastor Adriana Santos Cintia Santos Maria Paula Gonçalves da Silva Leila Sobral Marta de Sooza Sobral | Basketbal        | Turnaj žen              |
| Stříbro | Gustavo Borges | Plavání          | Muži 200 m volný styl   |
| Stříbro | Mônica Rodrigues Adriana Samuel | Plážový volejbal | Turnaj žen              |
| Bronz   | Robson da Silva Edson Ribeiro André Domingos Arnaldo da Silva | Atletika         | Muži štafeta 4 × 100 m  |
| Bronz   | Henrique Guimarães | Judo             | Muži 65 kg              |
| Bronz   | Aurélio Miguel | Judo             | Muži 95 kg              |
| Bronz   | Luiz Felipe de Azevedo André Johannpeter Alvaro Miranda Neto Rodrigo Pessoa | Jezdectví        | Družstvo mužů skoky     |
| Bronz   | Aldair Amaral Bebeto Danrlei André Luiz Flavio Conceição Juninho Paulista Luizão Marcelinho Paulista Narciso Rivaldo Roberto Carlos Ronaldo Guiaro Ronaldo Sávio Dida Ze Elias Zé Maria                           | Fotbal           | Turnaj mužů             |
| Bronz   | Fernando Scherer | Plavání          | Muži 50 m volný způsob  |
| Bronz   | Gustavo Borges | Plavání          | Muži 100 m volný způsob |
| Bronz   | Lars Grael Kiko Pellicano | Jachting         | Družstvo mužů Tornado   |
| Bronz   | Ana Ida Alvares Leila Barros Ericleia Bodziak Hilma Caldeira Ana Paula Connelly Marcia Fu Cunha Virna Dias Ana Moser Ana Flavia Sanglard Hélia Souza Sandra Suruagy Fernanda Venturini                            | Volejbal         | turnaj žen              |